# Asanave V4
El Asanave V4 (acrónimo de Vehículo de Ataque Todo Terreno) es un vehículo militar todoterreno ligero de capacidad antitanque desarrollado para las Fuerzas Armadas de Perú por la empresa peruana Diseños Casanave Corporation S.A.C. y diseñado por el ingeniero Sergio Casanave Quelopana.

## Historia
Este vehículo fue diseñado por las Fuerzas Armadas de Perú y fue visto por primera vez en el año 2000. el diseño fue realizado por el ingeniero Sergio Casanave Quelopana, en el marco del Proyecto Diede-2000. En un principio se pensó que esta nueva adquisición hecha en el Perú solo sea utilizada nacionalmente. Pero esta versión se haría más famosa que su predecesor el Vatt Lobo. Diferentes fuerzas armadas de distintos países vieron su potencial e interesados en adquirirlo iniciaron negociaciones con el gobierno del Perú y las fuerzas armadas del país sudamericano para un lote de estas máquinas. Aún no se le ha visto en ninguna acción militar de grandes escalas, pero se sabe hasta el momento que en lo que respecta y en lo que se ha visto por las Fuerzas Armadas del Perú es que se acopla a todo tipo de terreno, sobre todo especialmente en los desiertos.

## Especificaciones Técnicas
El vehículo es propulsado por un motor de Volkswagen de 2,200 a 3,000 cc enfriado por aire. Está equipado con armas antitanque, aparte de armas antipersonal.
El Asanave V4 transporta una tripulación de 5 hombres y es aerotransportable, con placas de acero balístico y tratamiento especial anticorrosivo. Existe una versión con aleación de titanio.

## Equipamiento
Este vehículo está armado básicamente con:
- una ametralladora pesada M2HB calibre 12,7 mm
- una ametralladora mediana FN MAG de 7,62 mm como arma antipersonal
- un lanzacohetes antitanque RPG-7V (6 cohetes)
- misiles antitanque que pueden ser los Malyutka-2 9M14M2 (Rusia), HJ-73C (china), Kornet-E (Rusia), Spike LR (Israel), SKIF-M (Ucrania) o RAYO (Perú)
- las armas de los tripulantes del vehículo

## Diseño
Diseñado y creado dentro del Proyecto DIEDE-2007 donde se contemplaba la compra de un vehículo antitanque ligero, dadas las capacidades de Diseños Casanave Corporation S.A.C. se le encomienda el diseño de un vehículo aerotransportable ligero, que pudiese ser reparado por personal poco experimentado, o por cualquiera con conocimientos básicos de mecánica de automóviles civiles; por ello se escoge un motor accesible, de conocimiento común en su funcionamiento y reparable por operarios inexpertos, y que pudiera salvar obstáculos encontrables en el desierto, la cordillera, la puna andina, y en la selva, operando normalmente en cualquiera de estos entornos, es por ello que el vehículo es fácilmente modificable; de muy fácil camuflaje, y de prestaciones muy altas y acordes con su finalidad.
Este vehículo ha sido el predecesor de diferentes creaciones alrededor del mundo, existiendo contrapartes de posterior producción en China, Ucrania, Estados Unidos, Rusia, etc.

## Usuarios
Perú
- Ejército de Perú

 Angola
 Guinea
 Honduras
- Ejército de Honduras

 Liberia
- Fuerzas Armadas de Liberia

 Nicaragua
- Fuerzas Armadas de Nicaragua

 Paraguay
- Ejército de Paraguay

 Zimbabue
- Ejército de Zimbabue

## Vehículos similares
- Asanave V1
- Asanave V3
- Vatt Lobo